# Lamborghini Sesto Elemento
Lamborghini Sesto Elemento – supersamochód klasy średniej produkowany pod włoską marką Lamborghini w latach 2010–2012.

## Historia i opis modelu

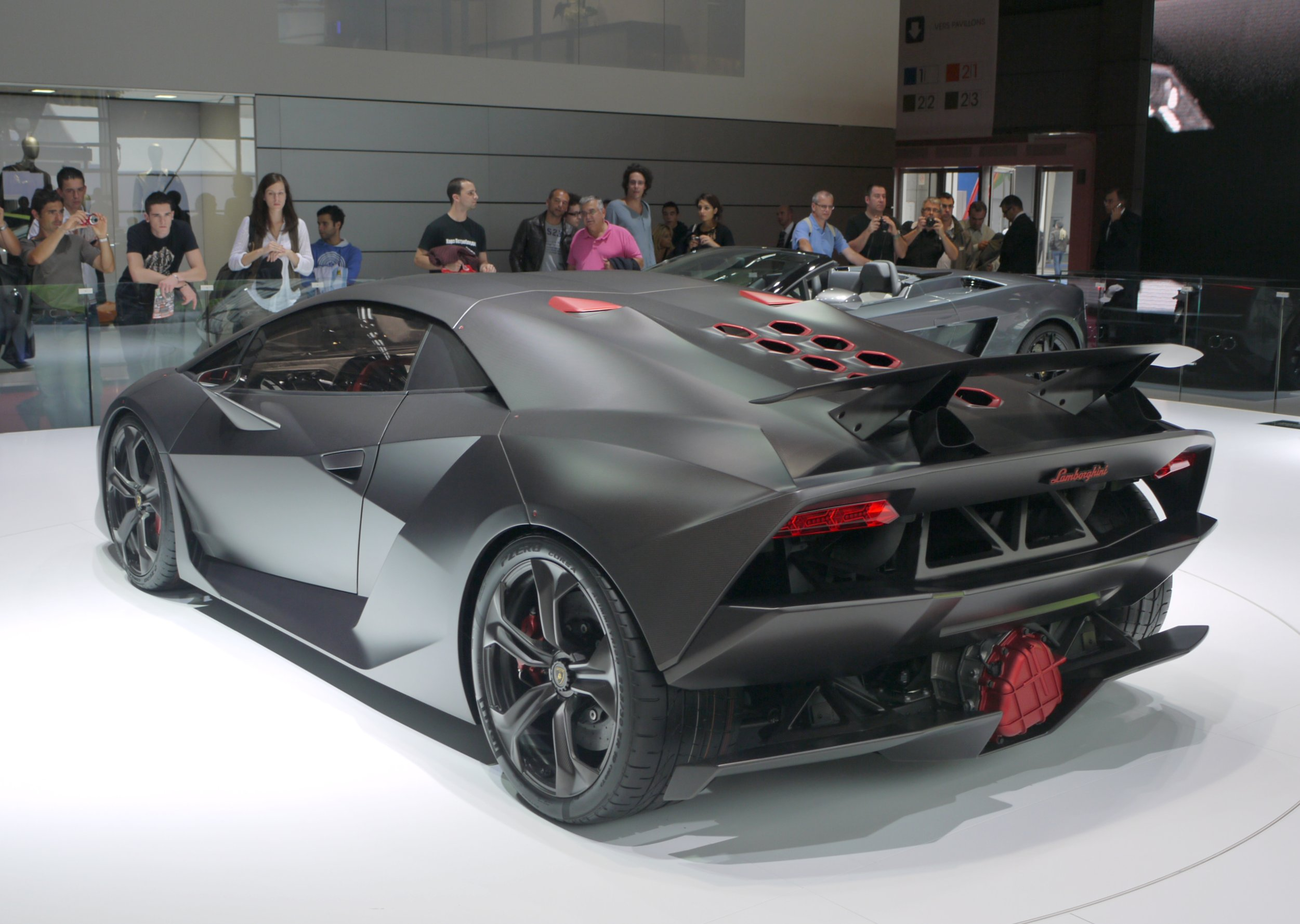
Lamborghini Sesto Elemento – tył

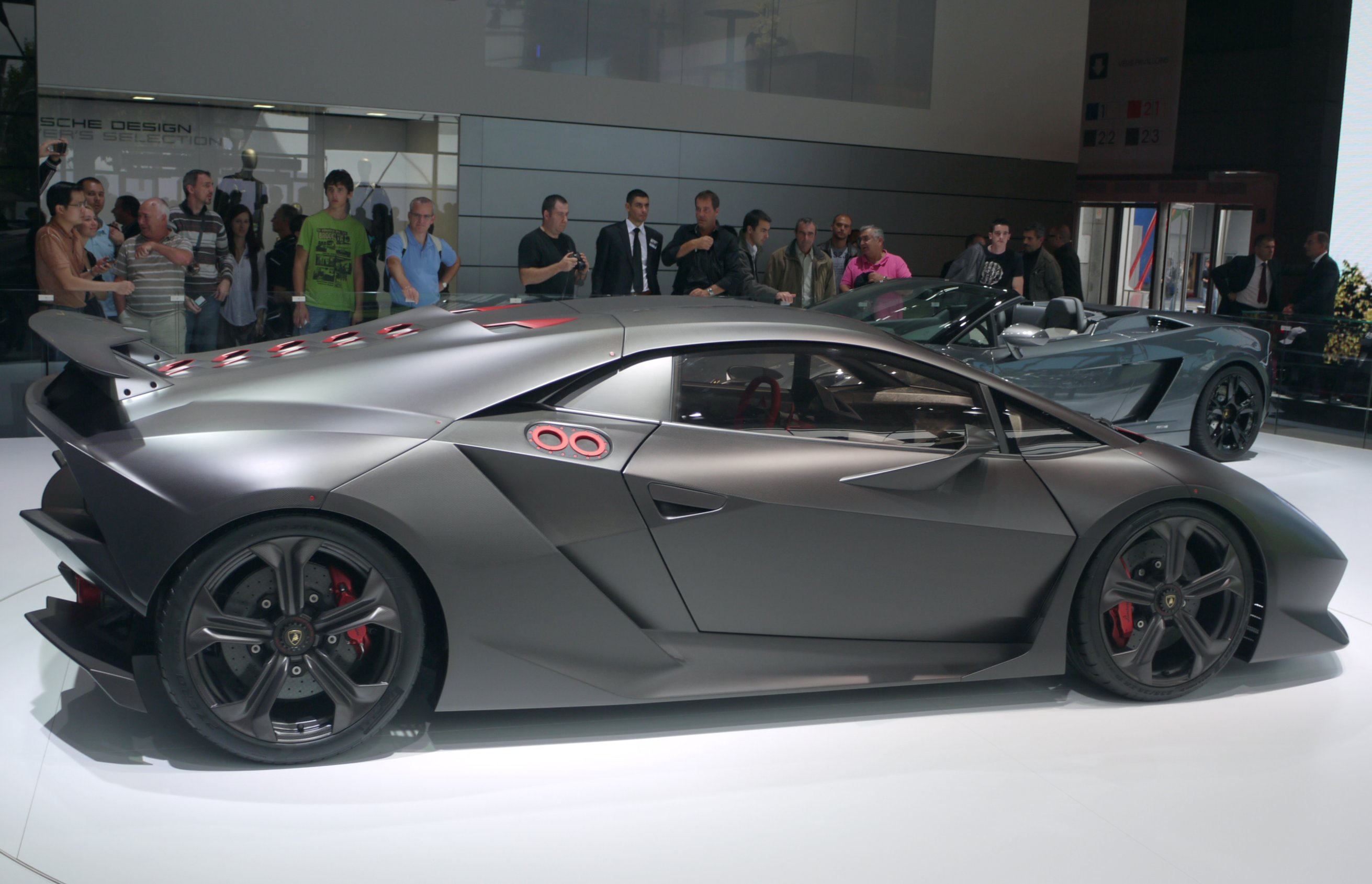
Lamborghini Sesto Elemento – sylwetka

Jesienią 2010 roku podczas targów motoryzacyjnych Paris Motor Show Lamborghini przedstawiło model Sesto Elemento, zwiastujący nowy kierunek stylistyczny produktów włoskiej firmy planowanych na drugą dekadę XXI wieku. Nazwa modelu jest odniesieniem do węgla, który ma liczbę atomową sześć – dzięki użyciu włókna węglowego zredukowano masę supersamochodu do niecałej tony.
Zarówno nadwozie, jak i podwozie wykonane zostały w formie pojedynczego komponentu typu monocoque – pozwoliło to uzyskanie zoptymalizowanej sztywności. Jednocześnie, samochód zyskał awangardową stylizację, bogatą w liczne przetłoczenia, ostre linie, wloty powietrza i przebiegające pod niewielkim kątem przecięcia.
Do napędu Lamborghini Sesto Elemento wykorzystany został centralnie umieszczony benzynowy silnik typu V10 o mocy 570 KM i maksymalnym momencie obrotowym 540 Nm. Silnik ten pozwala rozpędzić się do 100 km/h w 2,5 sekundy, osiągając maksymalną prędkość 350 km/h. Jednostka napędowa charakteryzuje się stopniem sprzężenia 12,5:1, przenosząc moc na wszystkie osie ze sprzęgłem wiskotycznym. Przedni i tylny dyferencjał z ograniczonym poślizgiem współpracują z sekwencyją 6-biegową przekładnią typu E-gear.
Zarówno jednostka napędowa, jak i sekwencyjna przekładnia biegów zostały zapożyczone z wyczynowego modelu Gallardo Superleggera LP 570-4.

### Sprzedaż
Lamborghini Sesto Elemento to samochód o ściśle limitowanym charakterze, powstając między 2010 a 2012 rokiem w puli ograniczonej do 20 egzemplarzy, z czego w momencie debiutu w 2010 roku wszystkie samochody wyprzedały się. Cena pojazdu wyniosła w momencie premiery 2 miliony euro. Pojazd przeznaczony został wyłącznie do poruszania się po torze. Już w 2015 roku na sprzedaż na rynku wtórnym trafiło pierwsze Sesto Elemento, dzięki swojemu limitowanemu charakterowi zaoferowany został za ponad 30% wyższą cenę - 3 miliony euro.
W 20. serii programu Top Gear Sesto Elemento pokonało pętlę toru w minutę i 14 sekund. Wynik jednak nie został zaliczony, ponieważ Sesto Elemento nie jest dopuszczone do ruchu ulicznego.

### Silnik
- V10 5.2l 570 KM